# Thoracochromis fasciatus
Thoracochromis fasciatus es una especie de peces de la familia de los cíclidos.
Tiene incubación bucal por las hembras.

## Morfología
La longitud máxima descrita es de 12 cm.

## Distribución y hábitat
Es un pez de agua dulce tropical, bentopelágico. Se distribuye por ríos de África, en la cuenca fluvial del curso bajo del río Congo entre 5º de latitud sur y 6º sur, aguas abajo de Matadi hasta Boma, Aún sin confirmar se ha descrito su presencia en el río Ngoko.
El estado de conservación es vulnerable porque el crecimiento de la ciudad de Matadi y el transporte marítimo pueden plantear una amenaza para la especie, además de la minería de aluminio en la tierra cerca de la costa podría plantear problemas si entra agua en el río.